# Participant Identification Code
Participant Identification Code (w skrócie PIC, po polsku Kod Identyfikacyjny Uczestnika) – dziewięciocyfrowy numer, który Unia Europejska (UE) przydziela na wniosek podmiotom prawnym pragnącym ubiegać się o granty badawcze UE. Pod tym numerem istotne dane podmiotu prawnego są technicznie rejestrowane w Unique Registration Facility (URF), w celu zdeponowania danych przez uczestników. Dla każdego podmiotu prawnego można przypisać tylko jeden numer. Numer zawiera dwucyfrową liczbę kontrolną.
Składając indywidualne wnioski o dofinansowanie na badania, które w międzyczasie można wykonać tylko online w portalu uczestnika UE, obowiązkowe jest wprowadzenie PIC, ale wpis ten zastępuje również wpis wszystkich różnych danych administracyjnych wnioskodawcy podmiotu prawnego. Po wejściu do PIC konieczne jest tylko podanie informacji specyficznych dla projektu. Procedura wprowadzania bazy danych abonentów opierała się na samoobsługowym gromadzeniu danych przez Internet dla siódmego ramowego programu badawczego UE (2007–2013).
Obecny program finansowania „Horyzont 2020” na lata 2014–2020, który obejmuje finansowanie starego programu ramowego na rzecz konkurencyjności i innowacji oraz programów Europejskiego Instytutu Innowacji i Technologii (EIT), a także finansowanie badań, wymaga wykorzystania PIC.
Przykładowo, kod identyfikacyjny uczestnika Politechnika Łódzka to PIC 999886671.
Wykorzystanie PIC zostało obecnie rozszerzone poza obszar promowania badań i innowacji. Korzystanie z PIC jest również obowiązkowe dla wnioskodawców instytucjonalnych w ramach dużego europejskiego programu wymiany studentów, programu Erasmus oraz programów UE, takich jak Creative Europe, Europe for Citizens i EU Aid Volunteers. Rejestracja odbywa się po wstępnej rejestracji za pośrednictwem portalu dla uczestników edukacji, audio-wideo, kultury, obywatelstwa i wolontariatu.

## Przedstawiciel osoby prawnej (LEAR)
Każda organizacja, która chce otrzymać PIC, musi wyznaczyć przedstawiciela wyznaczonego przez podmiot prawny (ang. Legal Entity Appointed Representative, LEAR). Ta osoba jest dla Komisji Europejskiej osobą kontaktową we wszystkich kwestiach dotyczących statusu prawnego organizacji, utrzymuje i aktualizuje dane obiektu w bazie danych uczestników, oraz ma szeroki wgląd w dane swojej instytucji. Oprócz informacji online, oryginalne dokumenty muszą być również przedłożone Komisji:
- Pismo nominacyjne dla LEAR, opis jego roli zgodnie ze specyfikacjami, podpisane i opieczętowane.
- Kopie dowodu osobistego lub paszportu ze zdjęciem i podpisem przedstawiciela prawnego i LEAR.
- List autoryzacyjny, do którego uprawniony jest również osoba nazywająca LEAR.

Oprócz LEAR jako głównego przedstawiciela, mogą zostać przyznane dalsze prawa kontroli i wkładu, w szczególności dla poszczególnych wnioskodawców ubiegających się o finansowanie projektów lub, na przykład, działu finansowego organu.

## Badanie zdolności finansowej
W przypadku prywatnych instytucji ubiegających się lub otrzymujących większe dotacje, zdolność finansowa jest sprawdzana wielokrotnie: po zgłoszeniu i później w odstępach czasu. Uzyskanie zatwierdzonego PIC wymaga zatem dalszych informacji dla tej grupy wnioskodawców.

## Uprawomocnienie
Samorejestracja nowych uczestników jest kontrolowana w ramach administracji UE przez Validation Service, która działa w Agencji Wykonawczej ds. Badań Naukowych (REA). Umowy o dotacje zostaną zawarte przez UE dopiero po zatwierdzeniu.